# High Altitude Research Project

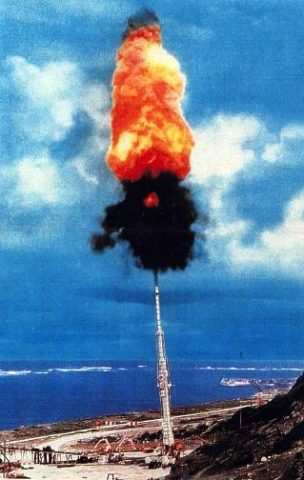
Abschuss der auf 36 m verlängerten 40,6-cm-HARP-Kanone auf Barbados

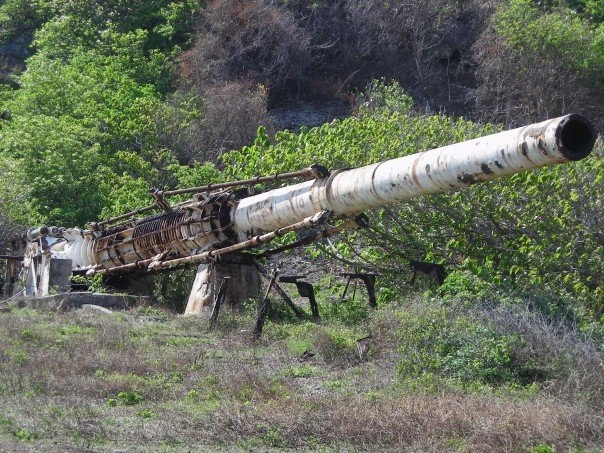
Rest des Projekts auf Barbados (2010)

Das High Altitude Research Project (HARP) war ein von den USA und Kanada 1961 bis 1967 durchgeführtes Projekt zur Erforschung der Ballistik von Wiedereintrittskörpern, die mit einer Kanone und raketengetrieben in große Höhen geschossen wurden.
Anfang der 1990er gab es eine US-amerikanische Fortsetzung der HARP-Hochgeschwindigkeitskanonenforschung unter dem Namen Super High Altitude Research Project (SHARP) am Lawrence Livermore National Laboratory.

## HARP

### Idee
Die Idee hinter dem HARP-Projekt ist die der Weltraumkanone, welche auf eine Vision von Jules Verne in dem Roman Von der Erde zum Mond zurückgeht. Ziel dieser ballistischen Transportmöglichkeit ist es, beschleunigungsresistente Nutzladung, wie Sensoren oder Satelliten, in die höheren Atmosphärenschichten oder den Orbit bringen zu können. Vorteile gegenüber konventioneller Raketentechnik wären deutlich reduzierte Kosten über einen höheren Nutzlast-Anteil und auch ein geringeres Unfallrisiko, da unter anderem kein oder weniger hochexplosiver Raketentreibstoff mitgeführt würde.
Notwendige Mündungsgeschwindigkeiten für Nutzlast-tragende Projektile sind 9 km/s für einen Low Earth Orbit (für zum Beispiel Satelliten) oder 11,2 km/s, die Fluchtgeschwindigkeit der Erde, beispielsweise für den Sondenstart.

### Geschichte
Initiiert und geführt vom kanadischen Ingenieur Gerald Bull war das Projekt eine Gemeinschaftsarbeit des Verteidigungsministeriums der Vereinigten Staaten und des kanadischen Verteidigungsministeriums. Beginnend im Jahr 1961 wurde das Projekt auf der Insel Barbados angesiedelt, nahe dem Seawell Airport (heute Grantley Adams International Airport), von wo aus gefahrlos Projektile ostwärts in Richtung des Atlantiks verschossen werden konnten.
Gerald Bull konstruierte für das HARP-Projekt eine Kanone basierend auf ausgemusterten Schiffsgeschützen der US Navy mit 40,6 cm (16 Zoll) Innendurchmesser, dem größten verfügbaren Schiffsgeschützkaliber. Die Kanone hatte durch eine spätere Verlängerung durch eine Kombination zweier Geschützrohre bis zu 36 m Länge. Das eigentliche Projektil, Martlet genannt, hatte lediglich 16,8 cm Durchmesser und wurde mit einem zum Rohr abdichtenden Treibspiegel oder Sabot verschossen. Die Martlet-Geschosse erhielten später einen zusätzlichen Raketenantrieb.
Die Beschleunigung wurde durch das Abpumpen der Luft aus dem Geschützrohr begünstigt. Dazu war ein leichter, aber luftdichter Deckel vor der Geschützmündung angebracht, der beim Schuss weggeschleudert wurde. Die elektronischen Messinstrumente im Inneren der Rakete waren in eine Mischung aus Epoxidharz und Sand eingegossen, um sie gegen die hohen Beschleunigungskräfte zu schützen.
1966 wurde aufgrund wachsender politischer Querelen eine zweite 40,6-cm-HARP-Kanone, diesmal auf amerikanischem Boden, in Yuma in Arizona aufgebaut. Dort gelang es der Projektgruppe am 18. November 1966, ein 180 kg schweres Martlet-2-Projektil mit 3600 m/s Mündungsgeschwindigkeit auf eine Höhe von 180 km zu verschießen, also auf eine suborbitale Flugbahn. Der damit erzielte Höhen-Weltrekord ist weiterhin ungebrochen (Stand 2013).
Das HARP-Projekt wurde 1967 im Kontext des Vietnamkriegs und einer abgekühlten kanadisch-amerikanischen Beziehung beendet, kurz nachdem das Projekt und seine Gerätschaften an Bull unter dem Titel Space Research Institute, Inc übertragen worden waren. Das Projekt hatte über seine Lebenszeit nur 10 Millionen Dollar an Finanzmitteln erhalten, denn zur gleichen Zeit forschte Wernher von Braun mit hohem Budget an ballistischen Raketen.
Nach dem Projektende verblieben die Kanonen und einige weitere verwendete und nicht verwendete Geschützrohre an ihrem Aufstellungsort auf Barbados. Diese Projektüberreste sind dort weiterhin zu besichtigen (Stand 2010), wenn auch in einem stark zerfallenen Zustand, da keinerlei Korrosions- oder Wetterschutzmaßnahmen vorgenommen wurden.
Weitere Informationen über verwandte Projekte – siehe Gerald Bull.

## SHARP
Das amerikanische Lawrence Livermore National Laboratory hat Anfang der 1990er-Jahre das Super High Altitude Research Project (SHARP) betrieben, das ebenfalls eine Hochgeschwindigkeitskanone erprobte. Dieses Weltraumkanonenprojekt sollte Nutzlast in den Weltraum zu einem Zwanzigstel der bisherigen Kosten transportieren, und setzte dazu auf zweistufige Leichtgaskanonen-Technik: In der ersten Stufe wurde ein Kolben durch eine Explosion angetrieben, der Wasserstoff verdichtete. Bei 4000 bar Druck öffnete das Ventil zu der eigentlichen Kanone, was deutlich höhere Geschossgeschwindigkeiten bis 7 km/s versprach.
Im Dezember 1992 wurde die L-förmige Kanone erstmals erprobt, deren Pumpstufe einen Lauf von 82 m Länge und 36 cm Kaliber hatte, der Abschusslauf 47 m Länge und 10 cm Kaliber. In den Versuchen wurden Geschwindigkeiten von 3 km/s mit 5-kg-Projektilen erreicht. Die nächste Entwicklungsstufe, die Abschüsse in den Weltraum ermöglicht und 1 Mrd. US-$ gekostet hätte, wurde aber 1995 nicht mehr freigegeben. Ab 1996 diente die Anlage zu Versuchen mit Scramjet-Modellen. Nach dem Ende des finanzierten Forschungsprojekts wurde von einigen Projektmitarbeitern die Firma Quicklaunch ausgegründet, welche versucht, die Technik weiterzuentwickeln und zu kommerzialisieren. Quicklaunch strebte an, Nutzlast für 1100 US-Dollar pro kg ins All befördern zu können (gegenüber aktuell Kosten von 12.000 Euro pro kg bis 80.000 US-Dollar pro kg). Da die angestrebte Mündungsgeschwindigkeit von 6 bis 7 km/s für die Quicklaunch-Leichtgaskanone noch nicht für einen Low Earth Orbit ausreichte, beinhaltete das Konzept eine zusätzliche Raketenstufe.

### HARP
- NASA: The HARP Project and the Martlet (englisch)
- Gun-Launched in der Encyclopedia Astronautica (englisch)
- Dokumentationsvideo zum HARP-Projekt (englisch)

### SHARP
- Test23 (Memento vom 9. September 1999 im Internet Archive) auf llnl.gov, Bilder und Filme eines SHARP-Abschusstests (englisch)
- Far-out Pathways to Space: Great Guns? auf nasa.gov von David P. Stern (engl., 24. September 2004)
- SHARP-Projekt in der Encyclopedia Astronautica (englisch)
- quicklaunchinc.com (Memento vom 27. September 2012 im Internet Archive) Ausgründung aus dem SHARP Projekt (englisch)